# Kerokan
Kerokan is een bestuurslaag in het regentschap Temanggung van de provincie Midden-Java, Indonesië. Kerokan telt 1476 inwoners (volkstelling 2010).